# Dorina Drăghici

Dorina Drăghici și Nicu Stoenescu

Dorina Drăghici (n. 18 februarie 1922, Craiova – d. 1994, București) a fost o actriță de revistă și cântăreață română, care a cântat pe scena Teatrului de revistă „Constantin Tănase” din București. A fost soția lui Nicu Stoenescu.

## Distincții
- titlul de Artist Emerit (28 martie 1962) „pentru realizări valoroase în domeniul artistic”[2]
- Ordinul Meritul Cultural clasa a III-a (12 septembrie 1968) „pentru merite deosebite în activitatea muzicală”[3]

## Șlagăre
- Firicel de floare-albastră (cu Nicu Stoenescu)
- Când trandafirii înfloreau
- Inimă, de ce nu vrei să-mbătrânești
- Albăstrele
- Ia-mă la braț și spune-mi „tu”
- Marinică
- Drag îmi e bădița cu tractorul